# Petit Vinyamala
El Petit Vinyamala o Petit Vignemale és una muntanya de 3.032 m d'altitud, amb una prominència de 70 m, que es troba al massís del Vinyamala, al departament dels Alts Pirineus (França).
La primera ascensió la va realitzar La Baumelle l'agost de l'any 1798.